# Сам човјек
„Сам човјек” је југословенски ТВ филм из 1970. године. Режирао га је Едуард Галић а сценарио је написао Иво Козарчанин.

## Улоге
| Глумац           | Улога |
| ---------------- | ----- |
| Инге Апелт       |       |
| Хелена Буљан     |       |
| Мато Грковић     |       |
| Љубица Јовић     |       |
| Раде Шербеџија   |       |
| Крешимир Зидарић |       |
| Анте Румора      |       |